# Xã White Rock, Quận McDonald, Missouri
Xã White Rock (tiếng Anh: White Rock Township) là một xã thuộc quận McDonald, tiểu bang Missouri, Hoa Kỳ. Năm 2010, dân số của xã này là 1.724 người.